# 25 mars 1935
Le lundi 25 mars 1935 est le 84e jour de l'année 1935.

## Naissances
- Chiara Samugheo, photographe italienne
- Flash Elorde (mort le 2 janvier 1985), boxeur philippin
- Gottfried Haschke (mort le 2 décembre 2018), personnalité politique allemande
- Izabella Cywińska, réalisatrice et scénariste polonaise
- Jean-Michel Cazes (mort le 28 juin 2023), viticulteur-viniculteur français
- Johnny Pacheco, musicien, compositeur, arrangeur, producteur et directeur musical dominicain
- Josep Soler i Sardà, compositeur
- Marcel Sabourin, acteur, scénariste, réalisateur et monteur québécois
- Peter van Straaten (mort le 8 décembre 2016), dessinateur de bandes dessinées et caricaturiste
- Simone Forti, compositrice américaine
- Zahar Brahim (mort le 20 novembre 2012), footballeur marocain

## Décès
- Fernand de Mély (né le 12 octobre 1851), historien et archiviste
- William John Sinclair (né le 13 mars 1877), géologue et paléontologue américain

## Événements
- Gouvernement d’union nationale formé par Paul Van Zeeland en Belgique.
- Découverte de l'astéroïde (2677) Joan